# NGC 2697
NGC 2697 је лентикуларна галаксија у сазвежђу Хидра која се налази на NGC листи објеката дубоког неба.
Деклинација објекта је - 2° 59' 16" а ректасцензија 8h 54m 59,3s. Привидна величина (магнитуда) објекта NGC 2697 износи 12,6 а фотографска магнитуда 13,5. NGC 2697 је још познат и под ознакама MCG 0-23-11, CGCG 5-27, IRAS 08524-0247, PGC 25029.